# Placide Lubamba Ndjibu
Mons. Placide Lubamba Ndjibu, M. Afr. (26. října 1959, Lubumbashi) je kongský katolický duchovní, biskup a člen Misionářů Afriky.

## Stručný životopis
Narodil se 26. října 1959 v Lubumbashi. Svá teologická studia studoval v Katolickém institutu v Toulouse a dále studoval žurnalistiku a sociální komunikaci na Univerzitě ve Fribourgu. Na kněze byl vysvěcen 27. července 1991. Po vysvěcení působil například jako farní kněz ve farnosti Nejsvětějšího srdce v Manzeze, editor bulletinu KARIBU a jako kaplan na Střední škole Wima a vojenském táboře. Roku 2010 se stal provinciálem Misionářů Afriky. Dne 11. března 2014 ho papež František jmenoval biskupem diecéze Kasongo.